# Exacum spathulatum
Exacum spathulatum är en gentianaväxtart som beskrevs av John Gilbert Baker. Exacum spathulatum ingår i släktet Exacum och familjen gentianaväxter. Inga underarter finns listade i Catalogue of Life.